# Li Nan
Li Nan (李楠S, Lí NǎnP; Harbin, 25 settembre 1976) è un ex cestista e allenatore di pallacanestro cinese.